# Tysklands Grand Prix 2004
Tysklands Grand Prix 2004 var det tolfte av 18 lopp ingående i formel 1-VM 2004.

## Rapport
Michael Schumacher i Ferrari tog, efter ett enastående kvalvarv, pole position före Juan Pablo Montoya i Williams. I det andra ledet stod
Kimi Räikkönen och David Coulthard i McLaren. Jenson Button i BAR hade den tredje kvaltiden, men han flyttades ner till trettonde rutan efter att stallet tvingats göra ett motorbyte. I det tredje ledet stod Fernando Alonso och Jarno Trulli i Renault. I fjärde ledet stod Rubens Barrichello i Ferrari tillsammans med Takuma Sato i BAR. Därefter startade Olivier Panis i Toyota och Antonio Pizzonia, som var Ralf Schumachers ersättare, i Williams.
Precis innan fältet skulle släppas visade det sig att Panis fått problem, varför starten avbröts. Bilarna fick senare köra ytterligare ett formationsvarv, varför racet kortades ner till 66 varv. Schumacher tog starten utan problem medan Montoya hade en katstrofal inledning då han blev passerad av Alonso, Räikkönen, Coulthard och Trulli i första kurvan. 
Senare tog sig Trulli förbi Coulthard. Uppe vid hårnålen var Barrichello överambitiös i ett omkörningsförsök av Coulthard, varpå hans framvinge gick av och han tvingades in i depån för nosbyte. Alonso höll undan för den avsevärt snabbare Räikkönen i två varv, innan denne passerade uppe i hårnålen och övertog andraplatsen. När Schumacher bland de första gick i depå övertog Räikkönen ledningen. Det blev sedan en kamp mellan Räikkönen och Schumacher som blev allt intensivare efter finländarens första depåstopp. Räikkönen kraschade och körde av i första kurvan några varv senare efter att bakvingen lossnat. Han klarade sig utan skador men tvingades bryta loppet. 
Button, som man trodde var borta efter motorbytet, hade jobbat upp sig bra och efter hans sista depåstopp kom han ut precis bakom Alonso på tredje plats. Efter några varvs hård racing utnyttjade Button sina nya däck och passerade Alonso. Schumacher vann sedan loppet med Button som tvåa, Alonso trea och Coulthard som fyra. Montoya kom aldrig tillbaka efter sin dåliga start och blev femma, medan Mark Webber i Jaguar, som hade en liknande strategi som Button, slutade sexa. Pizzonia körde upp sig till en sjunde plats och tog därmed poäng, vilket Marc Gené tidigare hade misslyckats med. Sato slutade åtta och tog den sista poängen.

## Resultat
1. Michael Schumacher, Ferrari, 10 poäng
2. Jenson Button, BAR-Honda, 8
3. Fernando Alonso, Renault, 6
4. David Coulthard, McLaren-Mercedes, 5
5. Juan Pablo Montoya, Williams-BMW, 4
6. Mark Webber, Jaguar-Cosworth, 3
7. Antonio Pizzonia, Williams-BMW, 2
8. Takuma Sato, BAR-Honda, 1
9. Giancarlo Fisichella, Sauber-Petronas
10. Christian Klien, Jaguar-Cosworth
11. Jarno Trulli, Renault
12. Rubens Barrichello, Ferrari
13. Felipe Massa, Sauber-Petronas
14. Olivier Panis, Toyota
15. Giorgio Pantano, Jordan-Ford
16. Zsolt Baumgartner, Minardi-Cosworth
17. Gianmaria Bruni, Minardi-Cosworth

### Förare som bröt loppet
- Nick Heidfeld, Jordan-Ford (varv 42, hantering)
- Cristiano da Matta, Toyota (38, punktering)
- Kimi Räikkönen, McLaren-Mercedes (13, olycka)

## VM-ställning
| Förarmästerskapet 1. Michael Schumacher, Ferrari, 110 2. Rubens Barrichello, Ferrari, 74 3. Jenson Button, BAR-Honda, 61 | Konstruktörsmästerskapet 1. Ferrari, 184 2. Renault, 85 3. BAR-Honda, 76 |